# Кенјон (Минесота)
Кенјон (енгл. Kenyon) град је у америчкој савезној држави Минесота.

## Демографија
По попису из 2010. године број становника је 1.815, што је 154 (9,3%) становника више него 2000. године.
| Група             | 2000.         | 2010.         |
| Белци             | 1.585 (95,4%) | 1.637 (90,2%) |
| Афроамериканци    | 2 (0,1%)      | 3 (0,2%)      |
| Азијати           | 17 (1,0%)     | 3 (0,2%)      |
| Хиспаноамериканци | 46 (2,8%)     | 157 (8,7%)    |
| Укупно            | 1.661         | 1.815         |